# Berechtigtes Interesse
Das berechtigte Interesse ist ein nach rationaler Erwägung durch die Sachlage gerechtfertigtes Interesse tatsächlicher oder rechtlicher Art. Der  unbestimmte Rechtsbegriff findet sich mit unterschiedlichen Bedeutungen sowohl im Verwaltungs- und Strafrecht, als auch im Zivilrecht.

## Zivilrecht
So kann etwa der Mieter gemäß § 553 Abs. 1 Satz 1 BGB vom Vermieter verlangen, dass er einer Untervermietung zustimmt, wenn er daran ein persönliches Interesse vorträgt. Das Interesse bedarf eines nicht unerheblichen Gewichts und muss mit der Rechtsordnung in Einklang stehen. Umgekehrt kann ein Vermieter gemäß § 573 Abs. 1 BGB seinem Mieter kündigen, wenn er ein berechtigtes Interesse an der Beendigung des Mietverhältnisses hat, wozu vom Mieter schuldhaft herbeigeführte Pflichtverletzungen nicht unerheblicher Art aus dem Mietvertrag zählen, beziehungsweise Eigenbedarf oder Verwertungsrechte am Grundstück.
Die Wahrnehmung berechtigter Interessen kann im Sinne der schadensersatzrechtlichen §§ 823 ff. BGB die Rechtswidrigkeit ausschließen.

## Verwaltungsrecht
Bedeutung erfährt das berechtigte Interesse auch bei Fragen der Zulässigkeit verwaltungsrechtlicher Feststellungs- oder Fortsetzungsfeststellungsklagen nach § 43 Abs. 1, § 113 Abs. 1 Satz 4 VwGO. Das schutzwürdige Interesse kann aus vernünftigen Erwägungen heraus resultieren, die rechtlicher, wirtschaftlicher oder ideeller Art sein können (Bestehen/Nichtbestehen eines Rechtsverhältnisses, Nichtigkeit eines Verwaltungsakts). Das Interesse bei der Fortsetzungsfeststellungsklage besteht regelmäßig in einer Wiederholungsgefahr oder bei Rehabilitationbestrebungen.
Öffentliche Register – etwa Handels-, Vereins-, oder Genossenschaftsregister – können grundsätzlich uneingeschränkt eingesehen werden. Einschränkungen gelten andererseits für Grundbücher, da darin sensible Daten zu den Vermögensverhältnissen dargelegt sein können (Ermessen des Grundbuchamts). Zentrale Vorschrift ist § 12 Abs. 1 GBO, wonach die Einsicht in das Grundbuch und in die Grundakten (§ 46 Abs. 1 GB-Verfügung) jedem gestattet ist, der ein berechtigtes Interesse nachweist. Der Begriff des berechtigten Interesses ist grundbuchrechtlich weiter gefasst als der des rechtlichen Interesses, denn er umfasst beispielsweise wirtschaftliche Interessen. Die Berechtigung gründet darauf, dass in Bezug auf die Grundbucheintragungen rechtliches Handeln beabsichtigt ist.
Berechtigtes Interesse im grundbuchrechtlichen Sinne haben  der Grundstückseigentümer und sämtliche eingetragenen Rechteinhaber mit beschränkt dinglichen Rechten, die mithin gemäß § 55 Abs. 1 GBO Grundbuchnachrichten erhalten. Wegen ihrer Amtshilfepflicht (Art. 35 GG) gilt dies auch für Behörden, Gerichte und Notare, sowie öffentlich bestellte Vermessungsingenieure. Der Personenkreis lässt sich im Einzelfall erweitern auf diejenigen, die ein tatsächliches Interesse, insbesondere wirtschaftliches Interesse, geltend machen, wie Grundstücksangrenzer, die Auskunft über den benachbarten Eigentümer erlangen wollen oder Mieter zur Ermittlung, ob der Vermieter auch der tatsächliche Eigentümer ist.

## Strafrecht
Die Wahrnehmung berechtigter Interessen ist im deutschen Strafrecht dogmatisch ein Rechtfertigungsgrund, der im Falle seines Vorliegens keine Strafbarkeit nach sich zieht.

## Datenschutz
Beim Datenschutz ist das berechtigte Interesse seit dem Jahr 2018 in der DSGVO (Artikel 6 und Erwägungsgründe 47, 48 und 49) geregelt. Davor fand der Begriff bereits in der Datenschutzrichtlinie (Artikel 7) Anwendung. Nach DSGVO gilt eine Einschränkung bei der Datenerfassung, wenn diese der Rechtsordnung widersprechen.